# Halinga
Halinga è un comune rurale dell'Estonia meridionale, nella contea di Pärnumaa. Il centro amministrativo è la cittadina (in estone alev) di Pärnu-Jaagupi.

## Località
Oltre al capoluogo, il comune comprende 43 località (in estone küla):
Aasa, Altküla, Anelema, Arase, Eametsa, Eense, Eerma, Enge, Ertsma, Halinga, Helenurme, Kablima, Kaelase, Kangru, Kodesmaa, Kuninga, Langerma, Lehtmetsa, Lehu, Libatse, Loomse, Maima, Mõisaküla, Mäeküla, Naartse, Oese, Pallika, Pereküla, Pitsalu, Pööravere, Roodi, Rukkiküla, Salu, Sepaküla, Sõõrike, Soosalu, Tarva, Tõrdu, Tühjasma, Vahenurme, Vakalepa, Valistre, Vee.

## Amministrazione

### Gemellaggi
- Uggiate-Trevano